# Fronteira Argélia–Tunísia
A fronteira entre a Argélia e a Tunísia é uma linha de 965 km de extensão, sentido norte-sul, que separa o norte do leste da Argélia do território da Tunísia. No norte se inicia no litoral do Mar Mediterrâneo, vai para o sul passando pelo pico Jebel Chaambi da Cordilheira do Atlas, pelo lago salgado Chott Melrhir, próximo ao também salgado Chott el Jerid. Passa nas proximidades de Redeyef (Tunísia). Daí, vai em trecho sinuoso até perto do paralelo 32 N, onde se inicia um trecho retilíneo final até a tríplice fronteira Tunísia-Argélia-Líbia. Separa 7 (sete)  governorados tunisinos desde Jendouba no litoral até Tataouine no sul de 5 (cinco) Wilayas argelinas, desde El Tarf no litoral até Ouargla no sul.
Essa fronteira se define junto com a história das duas nações no século XX. A Argélia foi uma colônia francesa desde o século XIX. Ao fim da Segunda Grande Guerra se iniciam os conflitos pela independência que duram até 1962, quando, com a Argélia livre, cerca de um milhão de Pied-noirs voltam à França. A Tunísia também foi colônia francesa desde 1881 e obteve sua independência em 1956.